# Elisabeth Ahlgren
Elisabeth Ulla Johanna Åkesdotter Ahlgren (Linköping, 27 de mayo de 1925-Lund, 27 de abril de 2010) fue una deportista sueca que compitió en natación. Ganó una medalla de bronce en el Campeonato Europeo de Natación de 1950, en la prueba de 4 × 100 m libre.

## Palmarés internacional
| Campeonato Europeo | Campeonato Europeo | Campeonato Europeo | Campeonato Europeo |
| Año                | Lugar              | Medalla            | Prueba             |
| ------------------ | ------------------ | ------------------ | ------------------ |
| 1950               | Viena (Austria)    | Medalla de bronce  | 4 × 100 m libre    |